# Колепардо
Колепа̀рдо (на италиански: Collepardo) е село и община в Централна Италия, провинция Фрозиноне, регион Лацио. Разположено е на 586 m надморска височина. Населението на общината е 975 души (към 2012 г.).